# المملكة المصرية
المملكة المصرية هي الدولة المصرية المستقلة التي أنشئت في عهد أسرة محمد علي باشا عام 1922 بعد إعلان المملكة المتحدة استقلال مصر نتيجة تصريح 28 فبراير 1922  حتى فترة المعاهدة الإنجليزية-المصرية لعام 1936، كانت المملكة مستقلة اسمياً حيث احتفظ الإنجليز بالسيطرة على العلاقات الخارجية للبلد، والاتصالات، والجيش والسودان الإنجليزي المصري وقد واصل البريطانيون الحفاظ على الوجود العسكري في البلاد والمستشارين السياسيين بين عامي 1936-1952 ولكن على مستوى منخفض.
كان الوضع القانوني لمصر شديد التعقيد بسبب انفصالها الفعلي عن الإمبراطورية العثمانية منذ عام 1805، واحتلالها من قبل بريطانيا عام 1882، ثم تحويلها إلى سلطنة ومحمية بريطانية عام 1914. وتماشياً مع تغير الوضع من سلطنة إلى مملكة، تم تغيير لقب فؤاد الأول وابنه فاروق الأول من سلطان مصر إلى لقب ملك مصر والسودان.
تعرضت سيادة المملكة لقيودٍ شديدةٍ من قبل الإنجليز الذين كانوا يحتفظون بالسيطرة الكبرى على الشؤون المصرية، واستمر وجود جيشهم في قاعدة قناة السويس حيث كان السودان متحداً رسمياً مع مصر. ومع ذلك كانت للسلطة المصرية فيه اسمية إلى حد كبير بسبب دور بريطانيا قوةً مهيمنةً في السودان الإنجليزي المصري.
أصبح فؤاد الأول الملك الأول للدولة الحديثة، ثم خلفه ابنه فاروق الأول عام 1936، ثم فؤاد الثاني عام 1952 كآخر ملوك مصر بعد قيام ثورة عام 1952 من قبل الضباط الأحرار بقيادة اللواء محمد نجيب التي انتهت بإعلان الجمهورية.
كان الخديوي عباس حلمي الثاني بجانب الخلافة العثمانية والقوى المركزية في الحرب العالمية الأولى، فخلعه الإنجليز فور اندلاع الحرب، ونُصّب عمه حسين كامل، وأعلِن سلطاناً على مصر، وأصبحت البلاد محمية بريطانية.

## نهاية المملكة
اضطر فاروق للتنازل عن العرش لصالح ابنه الرضيع أحمد فؤاد الذي غدا الملك فؤاد الثاني، في حين انتقل حكم البلاد لحركة الضباط الأحرار تحت قيادة محمد نجيب وعبد الناصر. واستمر عهد الملك الرضيع أقل من عام، ففي 18 يونيو 1953 ألغى الثوار رسمياً النظام الملكي وأعلنوا مصر جمهورية ما أنهى قرناً ونصف القرن من حكم سلالة محمد علي باشا.

## اقرأ أيضًا
- تاريخ مصر في عهد أسرة محمد علي
- ثورة يوليو
- تاريخ الجمهورية المصرية

## استشهاد عام
- عادل، رجاء (2019). Beauty in the Age of Empire: Japan, Egypt, and the Global History of Aesthetic Education. دراسات كولومبيا في التاريخ الدولي والعالمي. دار نشر جامعة كولومبيا. ISBN:978-0-231-54928-8. اطلع عليه بتاريخ 2025-01-01.